# Subprefectura de Vila Maria
La subprefectura de Vila Maria es una de las 32 subprefecturas de la ciudad de São Paulo, siendo regida por la Ley Nº 13,999 del 1 de agosto del 2002.
Está conformada por cuatro distritos: Vila Maria, Vila Guilherme y Vila Medeiros que sumados representan un área de 26.4 kilómetros cuadrados y una población de 302,899 habitantes.